# Odsherredbuerne
Les Odsherredbuerne ou en français arches d'Odsherred sont un système de collines arquées situé à Odsherred dans le nord-ouest de la Zélande.
Les collines se sont formées sous forme de moraines marginales au cours de la dernière période glaciaire,. Depuis les années 1960, les caractéristiques distinctives des collines et en particulier les plaines d'eau de fonte faisant face à la baie de Sejerø ont été utilisées comme zone de loisirs avec des plages de baignade et des zones de résidences de vacances.

## Géographie
Les arcs d'Odsherred sont constitués de quatre crêtes en forme d'arc, qui de la zone au nord d'Åmosen s'étendent au nord-ouest juste à l'ouest du Skarresø (Jyderup) et jusqu'à Nekselø Bugt, et de ce point, au nord-est sur Høve et Vig jusqu'à Nykøbing Sjælland. Au sud se trouve l'arche de Bjergsted avec la surface morainique de Kundby derrière elle, puis l'arche de Vejrhøj dans le Lammefjord, puis l'arche de Vig (Sidinge Fjord) et enfin, plus au nord, l'arche de Højby dans la baie de Nykøbing. Plusieurs des arches atteignent une hauteur de plus de 80 m et le point culminant est Vejrhøj (121 m) situé juste au nord de Dragsholm, troisième point le plus haut de la Zélande.

## Biologie
Le terrain très vallonné dans les parties les plus élevées des chaînes de montagnes se compose souvent d'un sol pauvre en éléments nutritifs, qui manque facilement d'eau, et ces zones vallonnées et balayées par le vent n'ont été cultivées que dans une moindre mesure au fil des ans, mais ont servi de pâturage.

## Histoire
Le barrage et l'assèchement d'une zone de 700 ha du fjord Sidinge ont commencé en 1841 et se sont achevés en 1884.
Lammefjorden n'était à l'origine séparé de la baie de Nekselø que par un isthme de 2 km de large. Le barrage et l'assèchement du Lammefjord ont eu lieu dans la période 1874-1943 et ont commencé par la construction d'un barrage en terre de 2 km de long au nord d'Avdebo, qui a coupé une zone maritime de 55 km2.
Les pommes de terre, les carottes et les asperges sont principalement cultivées sur les zones endiguées, tandis que le vin a commencé à être cultivé sur les pentes exposées au sud des collines.
Par ailleurs, les arches d'Odsherred présentent un grand nombre de tumulus, la plupart datant de l'âge du bronze, et le point culminant des arches, Vejrhøj, est un tumulus de 8 m de haut. Jusqu'à 1 000 tumulus funéraires ont été enregistrés dans tout Odsherred.
Dans les années 1930, Karl Bovin (en) et Ole Kielberg (en), tous deux cofondateurs de l'association d'artistes Corner, ainsi qu'Ernst Syberg (en) et plusieurs autres s'installent à Odsherred, dans le but de cultiver la peinture naturaliste. Le groupe, dont les membres se sont sentis attirés par les paysages et les lumières particulières de la région, est devenu connu sous le nom d'Odsherredsmalerne.
À la suite d'une idée lancée en 2005 dans une collaboration entre les anciennes municipalités de Nykøbing-Rørvig, Trundholm et Dragsholm, un travail qui s'est poursuivi après la réforme municipale en 2007 dans la nouvelle municipalité d'Odsherred, en 2013 une candidature a été envoyée pour l'inclusion du Geopark Odsherred (da) dans l'association internationale des géoparcs sous l'égide de l'UNESCO. En septembre 2014, la demande a été acceptée et le Danemark a obtenu son premier géoparc.